# انریکه اندرئو
انریکه اندرئو (اسپانیایی: Enrique Andreu‎؛ زادهٔ ۲۰ اکتبر ۱۹۶۷) بازیکن بسکتبال اهل اسپانیا بود.
از باشگاه‌هایی که در آن بازی کرده‌است می‌توان به باشگاه بسکتبال بارسلونا و باشگاه بسکتبال یوونتوت بادالونا اشاره کرد.